# 中营镇 (鹤峰县)
中营镇是中华人民共和国湖北省恩施土家族苗族自治州鹤峰县下辖的一个镇。
2013年11月25日，湖北省民政厅批复同意撤销中营乡，设立中营镇。

## 行政区划
中营镇下辖以下村级行政区划单位：
黍子坪村、红岩坪村、官扎营村、青岩河村、岩屋冲村、大兴河村、王家村、韭菜坝村、长湾村、中营村、梅果湾村、白水沟村、三家台村、何家村、棕园村、青龙村、茶园村、祠堂村、白鹿村、上阳坡村、铁牛坪村、柳家村、冷竹村、夹沙坝村、汤家湾村、园井村、大路坪村、金竹园村、龙家湾村、八字山村、锅厂湾村和刘家湾村。

## 中国传统村落
2012年，三家台蒙古族村被评为首批“中国传统村落”。